# ميخائيل أ. شي
ميخائيل أ. شي هو سياسي كندي، ولد في 4 مارس 1894، وتوفي في 4 مايو 1954.